# Nuria Esparch
Nuria del Rocío Esparch Fernández (Lima, 19 de enero de 1969) es una abogada peruana. Se desempeñó desde el 18 de noviembre de 2020 hasta el 28 de julio de 2021 en el cargo de ministra de defensa del Perú en el gobierno de Francisco Sagasti. Siendo la primera mujer en ejercer el cargo de ministra del Ministerio de Defensa del Perú.

## Biografía
Nació el 19 de enero de 1969 en Lima. Estudió Derecho en la Pontificia Universidad Católica del Perú, en la cual obtuvo el título de Abogada. Realizó una Maestría en Administración Pública en la Maxwell School of Citizenship and Public Affairs de la Universidad de Siracusa.
Se ha desempeñado como Secretaria General en los ministerios de Agricultura (febrero de 2001-julio de 2003), Trabajo y Promoción del Empleo (febrero de 2004-febrero de 2005), Mujer y Desarrollo Social (marzo de 2005-agosto de 2006) durante el Gobierno de Alejandro Toledo. Fue jefe de gabinete del Vicemnistro del Viceministerio del Interior (agosto de 2003-febrero de 2004).
En 2006 fue designada viceministra de Asuntos Administrativos y Económicos del Ministerio de Defensa por el presidente Alan García, cargo que ocupó hasta 2008 bajo la gestión de Allan Wagner y Ántero Flores-Aráoz. Bajo su gestión, el Viceministerio se reorganizó y pasó a denominarse Viceministerio de Recursos para la Defensa. Renunció  en noviembre de 2008.
En noviembre de 2008 fue designada presidenta ejecutiva de la Autoridad Nacional del Servicio Civil (Servir) por el presidente Alan García, cargo que ocupó hasta febrero de 2011.
Al salir de la administración pública, se incorporó como investigadora afiliada del Grupo de Análisis para el Desarrollo - GRADE. Posteriormente en 2012, se incorporó a la firma australiana-inglesa RioTinto como gerente Gerente Senior de Comunicación y Relaciones Externas. De 2014 a 2018 fue gerente de Relaciones Institucionales de Graña y Montero. En 2019 fundó Hacer Consultores, firma enfocada en la gestión de asuntos públicos y del riesgo, hasta su nombramiento como ministra de Estado. Al dejar el cargo, se reincorporó a la compañía en noviembre de 2021. 
Es miembro de la Asociación Civil Transparencia, de la National Academy of Public Administration (NAPA) de Estados Unidos y es miembro del comité consultivo de las publicaciones de la Gaceta Jurídica "Gestión Pública y Control". Es docente del curso de "Liderazgo y habilidades para el Sector Público" de la maestría de Gobierno y Políticas Públicas de la PUCP.
Esparch ha publicado numerosos artículos y capítulos sobre gestión pública, defensa y regulación.

## Ministra de Defensa
El 18 de noviembre de 2020 fue nombrada ministra de Defensa del Perú en el gobierno de Francisco Sagasti. Esparch es la primera mujer en ocupar el liderar el Ministerio de Defensa. Más tarde, ese mismo mes, informó de que 10 000 miembros de las Fuerzas Armadas del país estaban siendo formados para distribuir las vacunas contra la COVID-19 en cuanto estuvieran disponibles.

## Reconocimientos
- Orden Cruz Peruana al Mérito Naval en el grado de Gran Cruz.